# Ravenscourt Park
Ravenscourt Park è una stazione della linea District della metropolitana di Londra.

## Storia

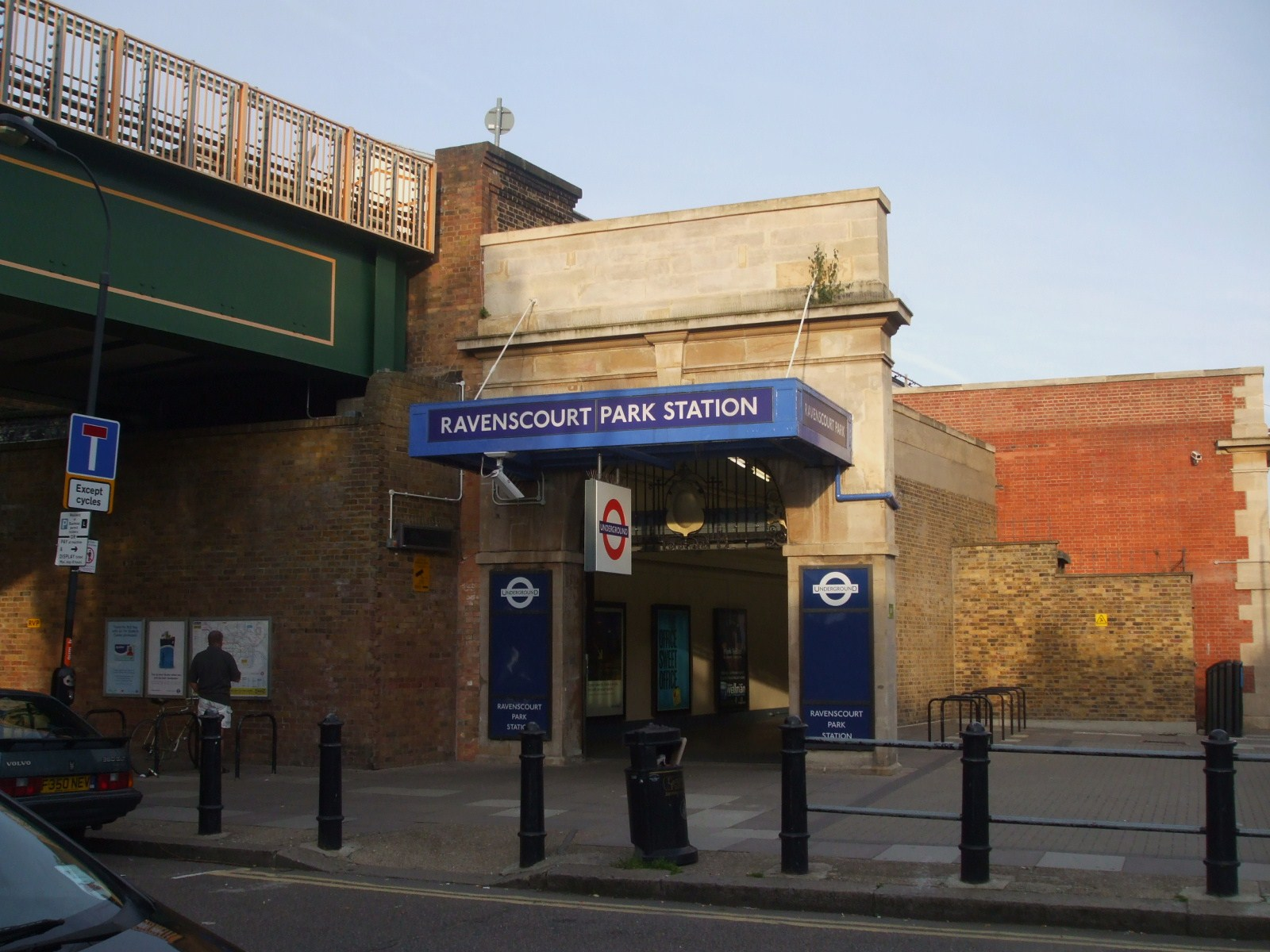
Ravenscourt Park, l'entrata principale

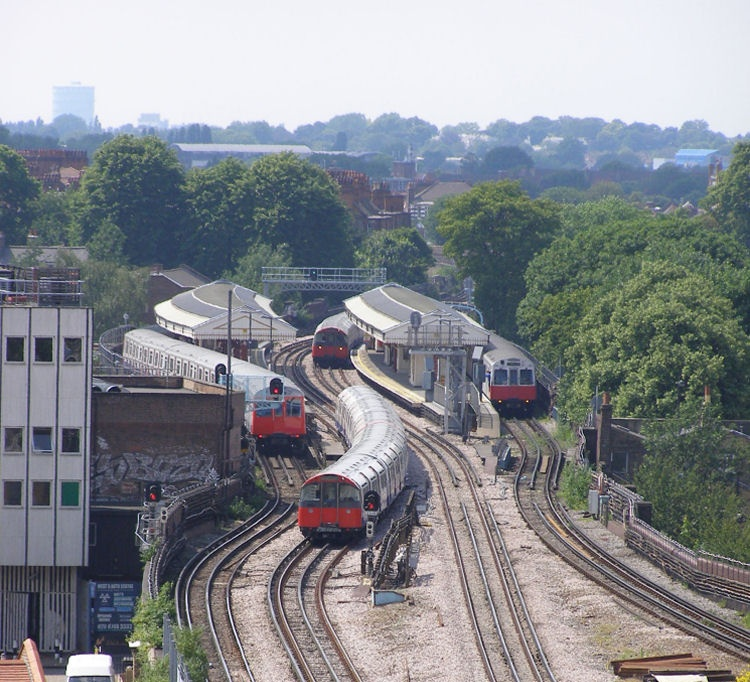
Treni delle linee District e Piccadilly si incrociano in stazione

### La stazione della L&SWR/DR
La linea attraverso la stazione di Ravenscourt Park è stata aperta a gennaio del 1869 dalla London and South Western Railway (L&SWR) per raggiungere la stazione di Richmond. La stazione è stata aperta con il nome di Shaftesbury Road nell'aprile del 1873.
Dall'attivazione di questa linea, alla L&SWR si sono aggiunti i seguenti altri operatori:
- District Railway (DR, ora la linea District), a partire da giugno 1877;
- Metropolitan Railway (MR, ora la linea Metropolitan), dal 1877 al 1906;
- Super Outer Circle della Midland Railway, dal 1878 al 1880.
- Great Western Railway, dal 1894 al 1910[3].

Nel 1888 la stazione ha assunto il suo nome attuale e, a giugno 1916, è cessato il servizio della L&SWR.

### La linea Piccadilly

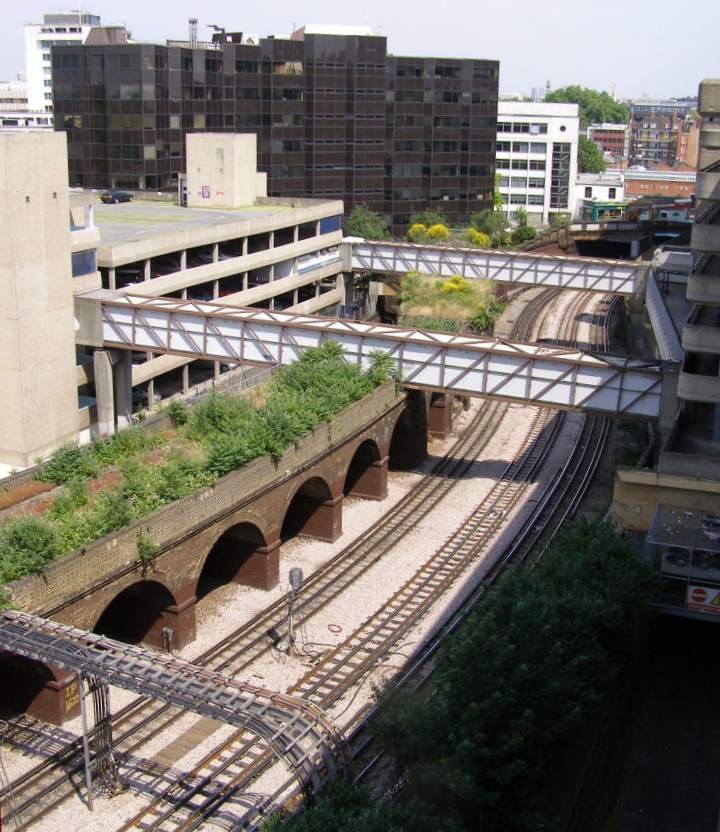
Viadotto abbandonato verso la Grove Road station

Negli anni '30, la London Electric Railway, società precorritrice di London Underground, che possedeva la linea District e la linea Piccadilly line, cominciò lavori di rinnovo dei binari tra le stazioni di Hammersmith e Acton Town per poter estendere il servizio della linea Piccadilly fino ad Uxbridge e Hounslow West. I treni della Piccadily line hanno cominciato a passare dalla stazione di Ravenscourt Park a luglio 1932, senza fermarvisi.
Per permettere il passaggio dei treni della linea Piccadilly, la stazione è stata dotata di un terzo binario.

## Strutture e impianti
La stazione ha quattro binari, di cui i due più esterni utilizzati dai treni della linea District e i due più interni dai treni della linea Piccadilly che non fermano in stazione.
La stazione di Ravenscourt Park si trova nella Travelcard Zone 2.

## Interscambi
Nelle vicinanze della stazione effettuano fermata alcune linee automobilistiche, gestite da London Buses.
- Fermata autobus

## Galleria d'immagini

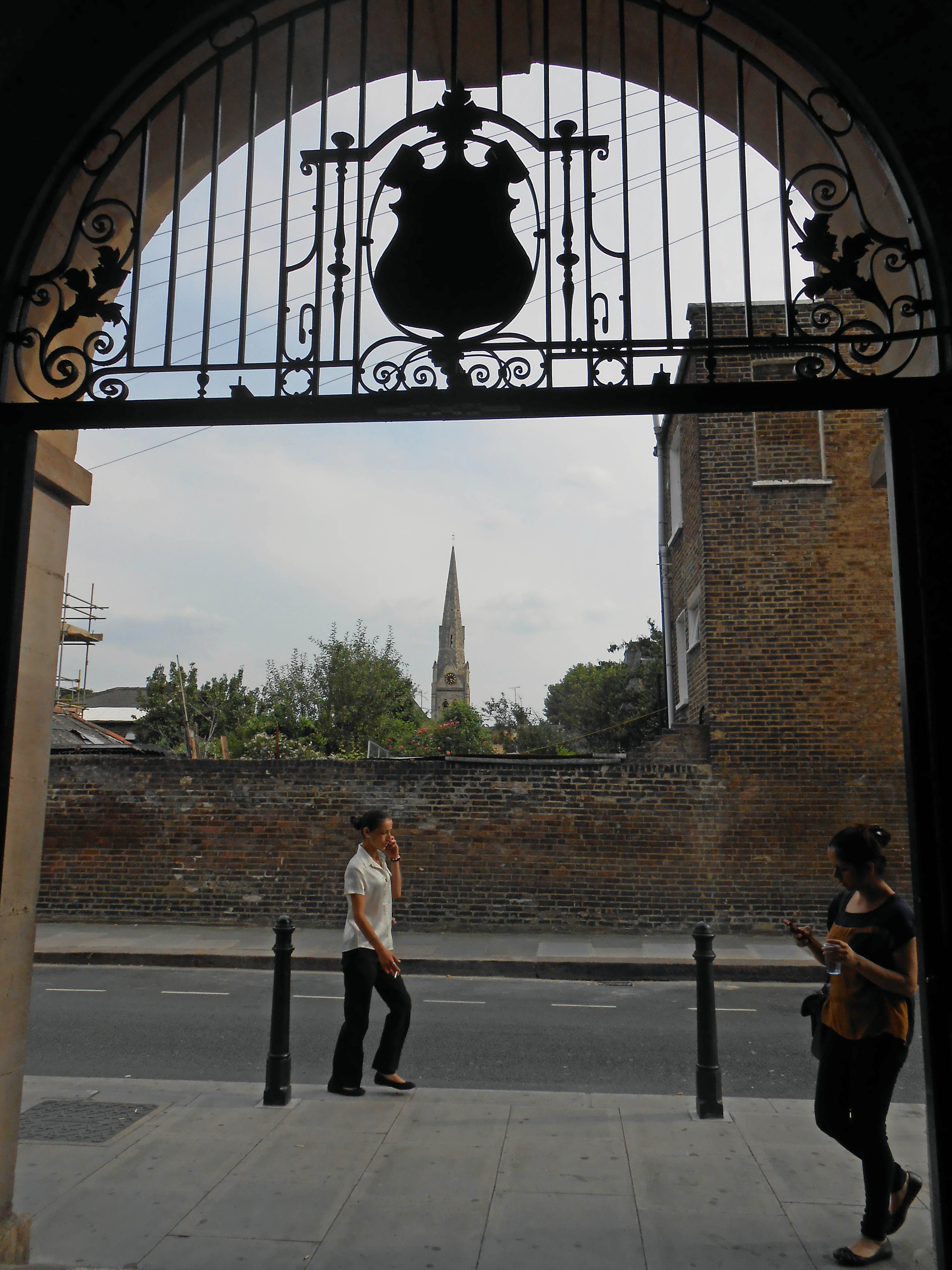
La stazione di Ravenscourt Park
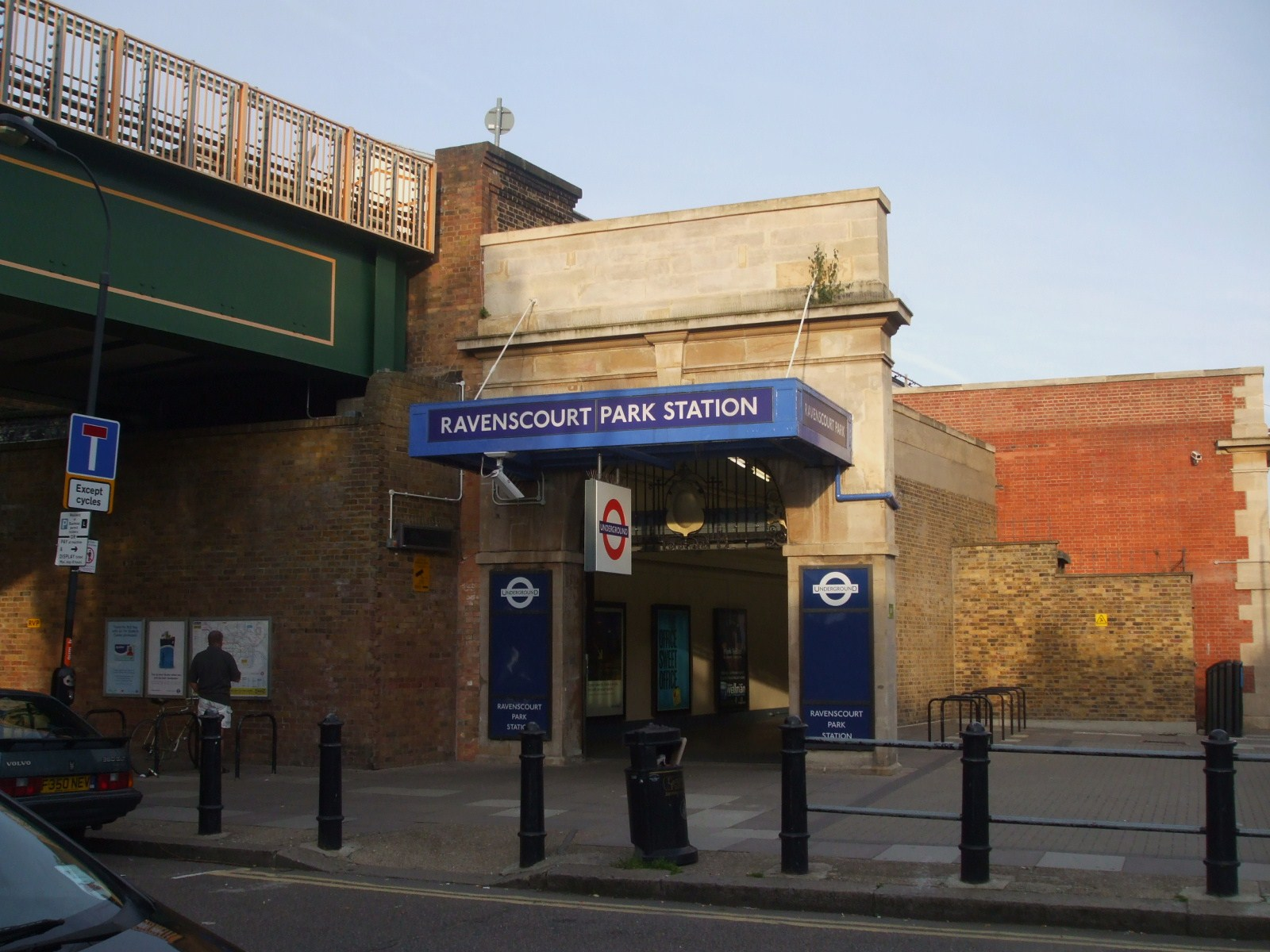
L'entrata principale della stazione
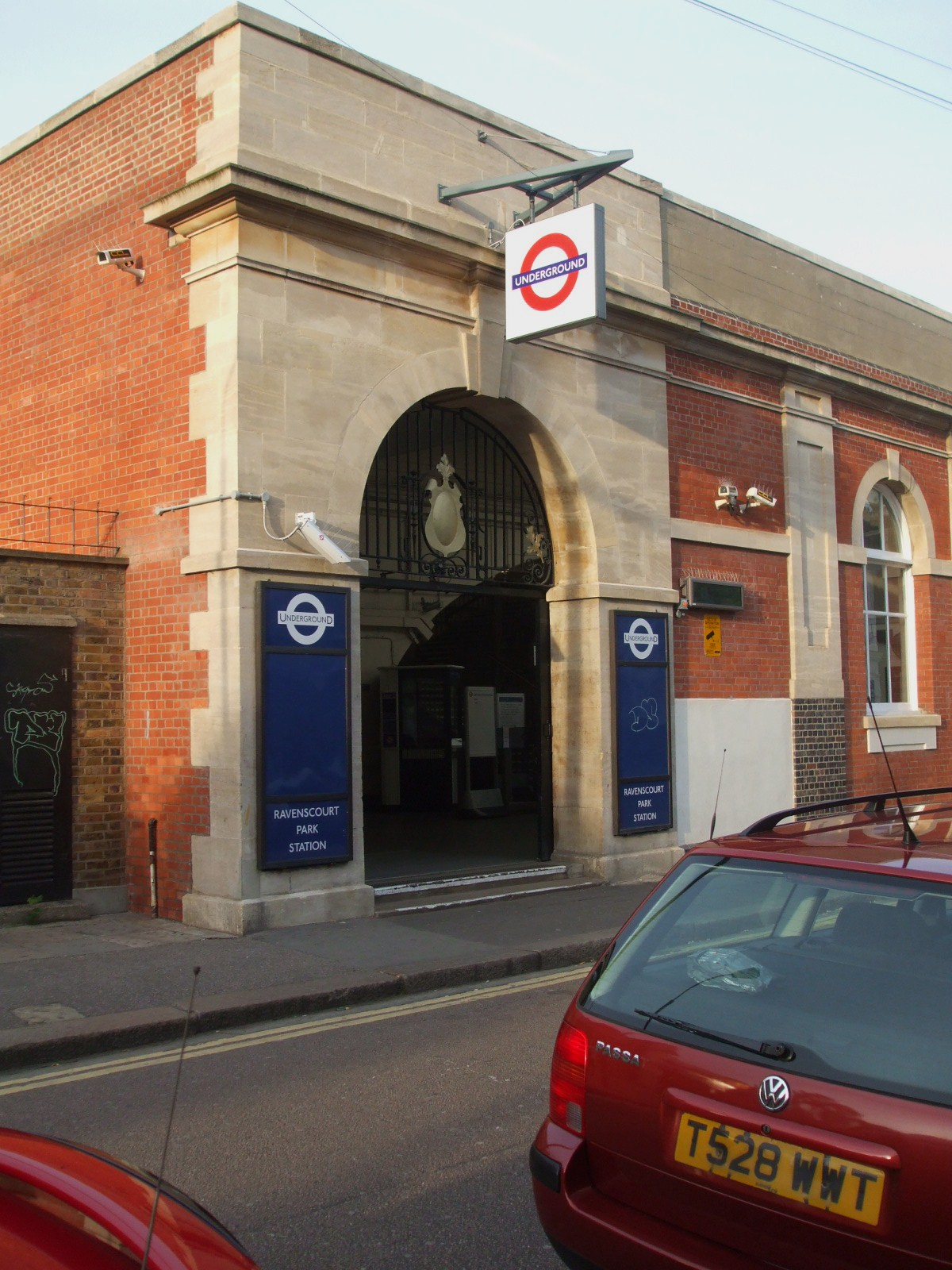
L'entrata sud della stazione